# Marcus Iunius Claudianus
Marcus Iunius Claudianus war ein im 2. Jahrhundert n. Chr. lebender Angehöriger des römischen Ritterstandes (Eques).
Durch ein Militärdiplom, das auf den 16. September 124 datiert ist, ist belegt, dass Claudianus 124 Kommandeur der Cohors I Sunucorum war, die zu diesem Zeitpunkt in der Provinz Britannia stationiert war.